# Tazz
Peter Senerchia (Brooklyn (New York), 11 oktober 1967) is een Amerikaans voormalig professioneel worstelaar en worstel co-commentator. Hij was actief in het Extreme Championship Wrestling (ECW) en World Wrestling Entertainment (WWE) onder ringnaam Tazz. Hij was actief in het Total Nonstop Action Wrestling (TNA) waar hij commentator was. Sinds 2019 is hij weer actief als commentator bij All Elite Wrestling (AEW) voor het worstelprogramma AEW Dark samen met Excalibur.

## Kampioenschappen en prestaties

#### Amateur worstelen
- Empire States Heavyweight kampioen

#### Professionele worstelen
- Century Wrestling Alliance
  - CWA Light Heavyweight Championship (1 keer)
- Eastern Championship Wrestling - Extreme Championship Wrestling
  - ECW FTW Heavyweight Championship (2 keer)
  - ECW Tag Team Championship (3 keer; 2x met Sullivan en 1x met Sabu)
  - ECW World Heavyweight Championship (2 keer)
  - ECW World Television Championship (2 keer)
- International World Class Championship Wrestling
  - IWCCW Light Heavyweight Championship (1 keer)
- World Wrestling Federation / World Wrestling Entertainment
  - WWF Hardcore Championship (3 keer)
  - WWF Tag Team Championship (1 keer met Spike Dudley)